# لی گرنت
لی گرنت (انگلیسی: Lee Grant؛ زادهٔ ۲۷ ژانویهٔ ۱۹۸۳) بازیکن سابق فوتبال و مربی اهل بریتانیا است. وی در سال ۲۰۲۲ میلادی از دنیای فوتبال خداحافظی کرد 
از باشگاه‌هایی که در آن بازی کرده‌است می‌توان به برنلی، شفیلد ونزدی، دربی کانتی، باشگاه فوتبال اولدهام اتلتیک، باشگاه فوتبال برنلی، باشگاه فوتبال دربی کانتی اشاره کرد.